# Aigle Royal Menoua
Aigle Royal Menoua is een Kameroense voetbalclub uit Dschang. De club speelt in het Stade Municipal dat plaats biedt aan 5000 mensen. Aigle Royal is in 1932 opgericht. In 2009 degradeerde de club uit de hoogste klasse.
Aigle Royal Menoua ·
APEJES Academy ·
Bamboutos FC ·
Canon Yaoundé ·
Cotonsport Garoua · 
CS Dja et Lobo · 
Dragon Yaoundé · 
Eding Sport · 
Feutcheu FC ·
Les Astres FC ·
Lion Blessé ·
New Star Douala ·
Racing FC Bafoussam ·
Stade Renard de Melong · 
Union Douala ·
Unisport Bafang ·
UMS de Loum ·
Young Sport Academy Bamenda